# Toke Constantin Hebbeln

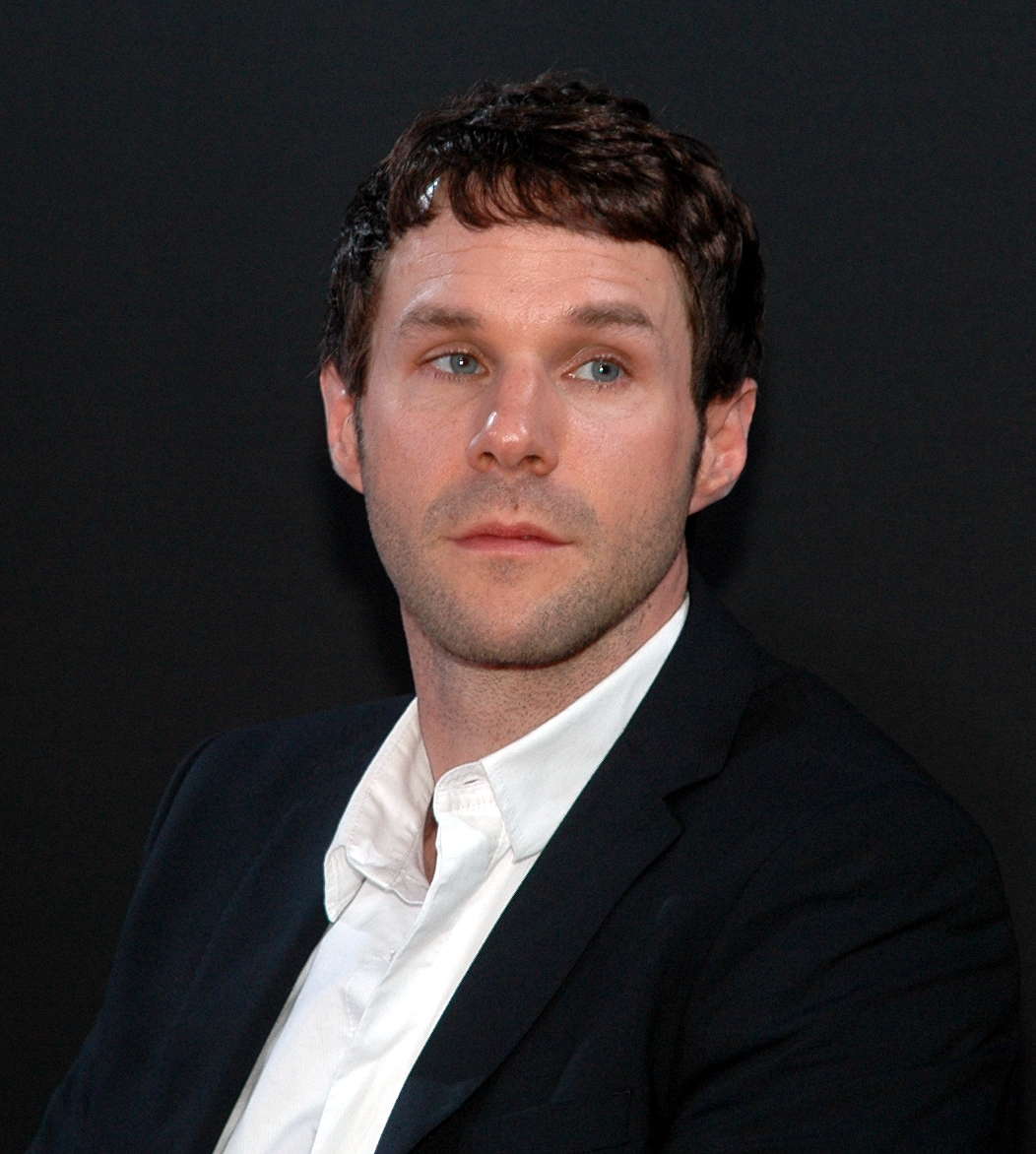
Toke Hebbeln, 2012

Toke Constantin Hebbeln (* 10. August 1978 in Itzehoe) ist ein deutscher Filmregisseur.

## Leben
Nach dem Studium der Philosophie und Literaturwissenschaften an der Humboldt-Universität zu Berlin studierte Hebbeln ab 2002 das Fach Regie/Szenischer Film an der Filmakademie Baden-Württemberg in Ludwigsburg. Daneben gestaltete er erste Filmarbeiten, gefolgt von Auftragsproduktionen, Werbespots und Kurzfilmen. 2007 gewann er mit seinem Film Nimmermeer den Studenten-Oscar für den besten ausländischen Film (Honorary Foreign Film Award) der Academy of Motion Picture Arts and Sciences in Los Angeles.

## Filmografie
- 2001: Stille Nacht (Kurzfilm)
- 2002: Der ewige Tag (Kurzfilm)
- 2002: Schaukeln (Kurzfilm)
- 2002: Im Juli allein (Kurzfilm)
- 2003: Träume am Fenster (Kurzfilm)
- 2003: Er und Es (Kurzfilm)
- 2004: Täter (Kurzfilm)
- 2004: Happy Days (Kurzfilm)
- 2005: Seance (Kurzfilm)
- 2005: Ihr seid nicht allein (Kurzfilm)
- 2006: Nimmermeer
- 2006: Hilda und Karl (Kurzfilm)
- 2012: Wir wollten aufs Meer